# Compacta capitalis
Compacta capitalis is een vlinder uit de familie van de grasmotten (Crambidae), uit de onderfamilie van de Spilomelinae. De wetenschappelijke naam van deze soort is voor het eerst voorgesteld als Botis capitalis door Augustus Radcliffe Grote in een publicatie uit 1881.
De soort komt voor in de Verenigde Staten.